# Breakdance (pel·lícula)
Breakdance és una pel·lícula musical nord-americana de 1984, dirigida per Joel Silberg, ambientada al món del breakdance (d'aquí el nom de rodatge) de Los Angeles. És una de les pel·lícules que han contribuït a la propagació internacional de b-boying i ballis hip-hop .Ha estat doblada al català.

## Argument
Kelly, una jove i lluitadora ballarina de jazz es reuneix amb dos ballarins de trencament (break dancers) Orlando Ozone i el seu germà Tony Torbo, que tenen una rivalitat boja amb un altre equip, anomenat Electro Rock, conformat pels automàtics (poppers) Poppin' Pete, Poppin' Tac i Lollipop (Ana 'Lollipop' Sánchez). Ells també s'esforcen per vèncer el menyspreu de l'instructor de ball de Kelly, Franco, qui desaprova el seu estil de ball híbrid i la seva amistat amb aquest tipus de ballarins. Ella aviat es converteix en sensació de la gent del carrer. Per ells tota l'audiència és portada a una gran varietat d'interpretacions de break.

## Repartiment
- Lucinda Dickey: Kelly / Special K.
- Adolfo 'Shabba-Doo' Quiñones: Orlando / Ozone.
- Michael 'Boogaloo Shrimp' Chambers: Tony / Torbo.
- Ice-T: Raper (Ice T).
- Ben Lokey:: Franco.
- Christopher McDonald: James.
- Phineas Newborn III: Adam.
- Bruno Falcon: Electro Rock 1 ('Bruno Pop N' Tac' Falcon).
- Timothy Solomon: Electro Rock 2 (Timothy 'Poppin' Pete' Solomon).
- Ana Sánchez: Electro Rock 3 (Ana 'Lollipop' Sánchez).
- Cooley Jackson: ballarí del carrer.
- Jean-Claude Van Damme: Ballarí Espectador (no surt als crèdits).

## Banda sonora
La banda sonora de la pel·lícula va ser llançada per Mercury Records en 1984. L'àlbum conté la primera actuació en un àlbum del raper Ice-T,(que havia tret unes 12 cançons anteriorment.)

### Llista de cançons
1. "Breakin'... There's No Stopping Us" perOllie & Jerry – 4:34
2. "Freakshow on the Dance Floor" perThe Bar-Kays – 4:42
3. "Bodi Work" perHot Streak – 4:22
4. "99 ½" perCarol Lynn Townes – 4:02
5. "Showdown" perOllie & Jerry – 3:57
6. "Heart of the Beat" per3V – 4:18
7. "Street People" perFire Fox – Music per(Ollie & Jerry) 3:23
8. "Cut It" perRe-Flex – 3:11
9. "Ain't Nobody" perChaka Khan – 4:45
10. "Reckless" per Ice-T – 3:57